# Tamilische Brahmanen
Tamilische Brahmanen sind Angehörige der Kaste der Brahmanen, die der Ethnie der Tamilen angehören.

## Demografie

### Verbreitung und Anzahl

Lage Tamil Nadus in Indien

Die tamilischen Brahmanen stammen ursprünglich aus dem südindischen Bundesstaat Tamil Nadu. Migrationsbedingt leben viele tamilische Brahmanen auch in anderen Teilen Indiens sowie im Ausland.
Die Anzahl der tamilischen Brahmanen lässt sich nur schwer beziffern, weil bei der indischen Volkszählung seit 1931 keine Daten zur Kastenzugehörigkeit erhoben werden. 1931 betrug der brahmanische Bevölkerungsanteil in den tamilischen Distrikten der damaligen Präsidentschaft Madras (weitgehend deckungsgleich mit dem heutigen Bundesstaat Tamil Nadu) 2,5 Prozent, darunter 1,9 Prozent tamilische und 0,6 Prozent andere (hauptsächlich telugusprachige) Brahmanen. Rechnet man die Zahlen von 1931 auf die aktuelle Einwohnerzahl hoch, lässt sich die Anzahl der tamilischen Brahmanen im Jahr 2011 auf etwa 1,85 Millionen schätzen. Schätzungsweise 75 Prozent der tamilischen Brahmanen leben im Bundesstaat Tamil Nadu (hauptsächlich in Städten, vor allem in der Hauptstadt Chennai), 20 Prozent in anderen Teilen Indiens (vor allem in Großstädten wie Bangalore, Mumbai und Delhi) und 5 Prozent im Ausland.
In Sri Lanka spielen die tamilischen Brahmanen anders als in Indien kaum eine Rolle. Unter der tamilischen Bevölkerung Sri Lankas (siehe Sri-Lanka-Tamilen) sind Brahmanen, abgesehen von einer zahlenmäßig kleinen Gruppe von Tempelpriestern, praktisch nicht präsent. Auf der Jaffna-Halbinsel im Norden Sri Lankas stellen Brahmanen weniger als ein Prozent der Bevölkerung. Noch weniger zahlreich sind die Brahmanen in der Batticaloa-Region an der Ostküste, wo selbst die Tempelpriester überwiegend nichtbrahmanischen Kasten angehören.

### Untergruppen
Die tamilischen Brahmanen teilen sich in zwei Untergruppen auf: die Aiyar (Iyer) und die Aiyangar (Iyengar). Die Aiyar gehören der Smarta-Tradition des Hinduismus an, während die Aiyangar Vishnuiten sind. Die Aiyar teilen sich in vier Unterkasten (Vadama, Brahmacharanam, Ashtasahasram und Vattima), die Aiyangar in zwei Unterkasten (Vadakalai und Thenkalai) auf. Traditionell waren diese Unterkasten endogam, heute sind jedoch Heiraten zwischen tamilischen Brahmanen verschiedener Unterkasten nicht ungewöhnlich. Früher trugen tamilische Brahmanen die Kastenbezeichnung Aiyar bzw. Aiyangar (bisweilen auch andere Bezeichnungen wie Acharya oder Sastri) als Nachnamen. Seit der Mitte des 20. Jahrhunderts ist der Gebrauch kastenbasierter Nachnamen in Tamil Nadu aber ungebräuchlich geworden.
Zu den Unterkasten der tamilischen Brahmanen sind seit der indischen Volkszählung 1891 keine Daten mehr erhoben worden. Ihre relativen Anteile dürften aber recht stabil geblieben sein. 1891 machten die Aiyar 68 Prozent und die Aiyangar 32 Prozent der tamilischen Brahmanen aus.

## Geschichte
Seit wann es Brahmanen in Tamil Nadu gibt, lässt sich nicht sagen. Sicher ist aber, dass in der alttamilischen Sangam-Literatur, die wahrscheinlich in den ersten Jahrhunderten n. Chr. entstand, Brahmanen erwähnt werden. Sie werden hier Andanar (அந்தணர் antaṇar) oder Parppar (பார்ப்பார் pārppār, „Seher“, heute eine pejorative Bezeichnung für Brahmanen) genannt. Aus den Sangam-Texten lässt sich schließen, dass die Brahmanen ein enges Verhältnis zu den Königen pflegten und hohe gesellschaftliche Anerkennung genossen. Es werden mehrfach Elemente der aus Nordindien stammenden brahmanischen Kultur wie die Veda-Rezitation oder das vedische Opferritual erwähnt.

## Stellung im Kastensystem
In der klassischen hinduistischen Vorstellung teilt sich die Gesellschaft in vier hierarchische Stände (Varnas) – Brahmanen, Kshatriyas, Vaishyas und Shudras – sowie die außerhalb des Kastensystems stehenden „Unberührbaren“ (Dalits) ein. Allerdings sind in Südindien die beiden mittlerern Stände der Kshatriyas und Vaishyas praktisch nicht vertreten, sodass alle nichtbrahmanischen Kasten als Shudras klassifiziert werden. Unter den vier Ständen nehmen die Brahmanen die höchste Stellung ein. Jedoch war die Stellung der tamilischen Brahmanen nie so dominant, wie es das Varna-Modell suggeriert, da in der vormodernen Agrargesellschaft auch landbesitzende Nichtbrahmanen-Kasten wie die Vellalar großen Einfluss ausübten. Auch spielt das Varna-Modell für das tamilische Kastensystem keine große Rolle, da die meisten Nichtbrahmanen sich einer Shudra-Identität widersetzen. Stattdessen bildete sich während der Kolonialzeit eine spezifisch nichtbrahmanische Identität aus, sodass heute in Tamil Nadu im Allgemeinen zwischen Brahmanen, Nichtbrahmanen und Dalits (sowie Christen und Muslimen) unterschieden wird.

## Kultur

### Kleidung und Haartracht

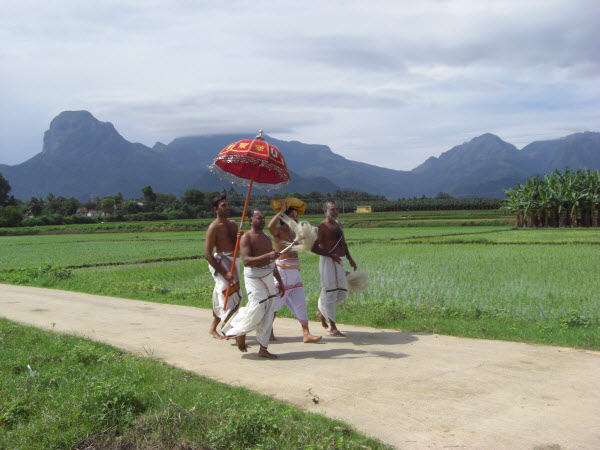
Traditionell gekleidete Tempelpriester im Distrikt Tirunelveli

Die tamilischen Brahmanen grenzen sich traditionell durch eine Reihe von Gebräuchen von den Angehörigen anderer Kasten ab. Das wichtigste Zeichen der Zugehörigkeit zur Brahmanenkaste ist die Heilige Schnur, die Brahmanenmänner nach ihrer Initiation über ihrer linken Schulter tragen. In der Vergangenheit pflegten die tamilischen Brahmanen auch eine besondere Haartracht und Kleidung. Im Gegensatz zu Nichtbrahmanen rasierten sich Brahmanenmänner den vorderen Teil des Kopfes kahl und banden das verbliebene Haar zu einem Haarknoten (Shikha). Auch banden sie ihr Beingewand (Veshti) in einer besonderen Art zwischen ihre Beine, während die Nichtbrahmanen es einfach um die Hüfte wickelten. Ebenso trugen die Brahmanenfrauen längere und anders gewickelte Saris als Nichtbrahmaninnen. Heute haben die meisten tamilischen Brahmanen, bis auf Priester bei der Arbeit, die traditionelle Tracht aufgegeben. Anders als früher, als südindische Männer keine Hemden, sondern nur ein Tuch um die Schultern trugen, ist heute auch die Heilige Schnur normalerweise nicht sichtbar, sodass tamilische Brahmanen äußerlich in der Regel nicht von Nichtbrahmanen zu unterscheiden sind.

### Nahrung

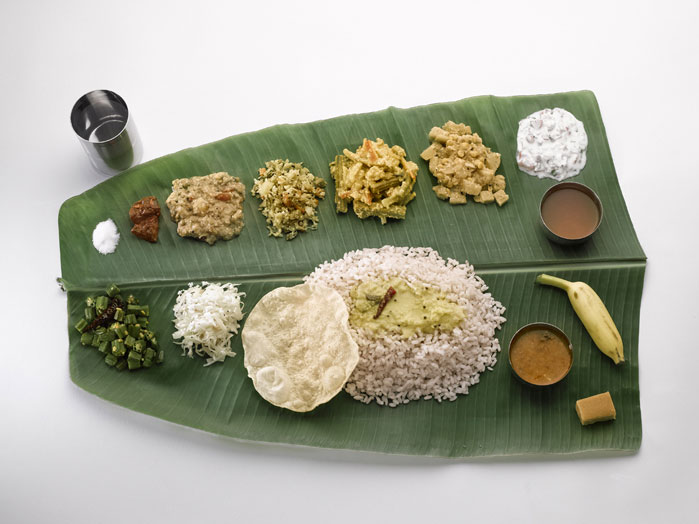
Typische vegetarische Mahlzeit

Wie die allermeisten brahmanischen Gruppen in ganz Indien sind die tamilischen Brahmanen traditionell Vegetarier. Zwar sind auch einige orthodoxe Nichtbrahmanen (insbesondere unter den Vellalar) Vegetarier, jedoch essen die meisten Nichtbrahmanen ebenso wie die Christen und Muslime in Tamil Nadu Fleisch, sodass der Vegetarismus ein wichtiges Unterscheidungsmerkmal zwischen Brahmanen und Nichtbrahmanen ist. Der Vegetarismus beinhaltet den Verzicht auf Fleisch, Fisch und Eier. Auch einige andere Nahrungsmittel wie Zwiebeln und Knoblauch sind verpönt, ebenso wie Alkohol. Nach den traditionellen Reinheitsvorschriften dürfen Brahmanen nur Essen verzehren, das von anderen Brahmanen zubereitet wurde. Heute halten nicht mehr alle Brahmanen diese Regeln strikt ein.
Seit dem frühen 20. Jahrhundert verbreitete sich der Kaffeekonsum unter der tamilischen, insbesondere der tamilisch-brahmanischen, Mittelschicht. Das Kaffeetrinken gilt daher heute als wichtiger Teil der tamilisch-brahmanischen Alltagskultur.